# Pak 36(r)

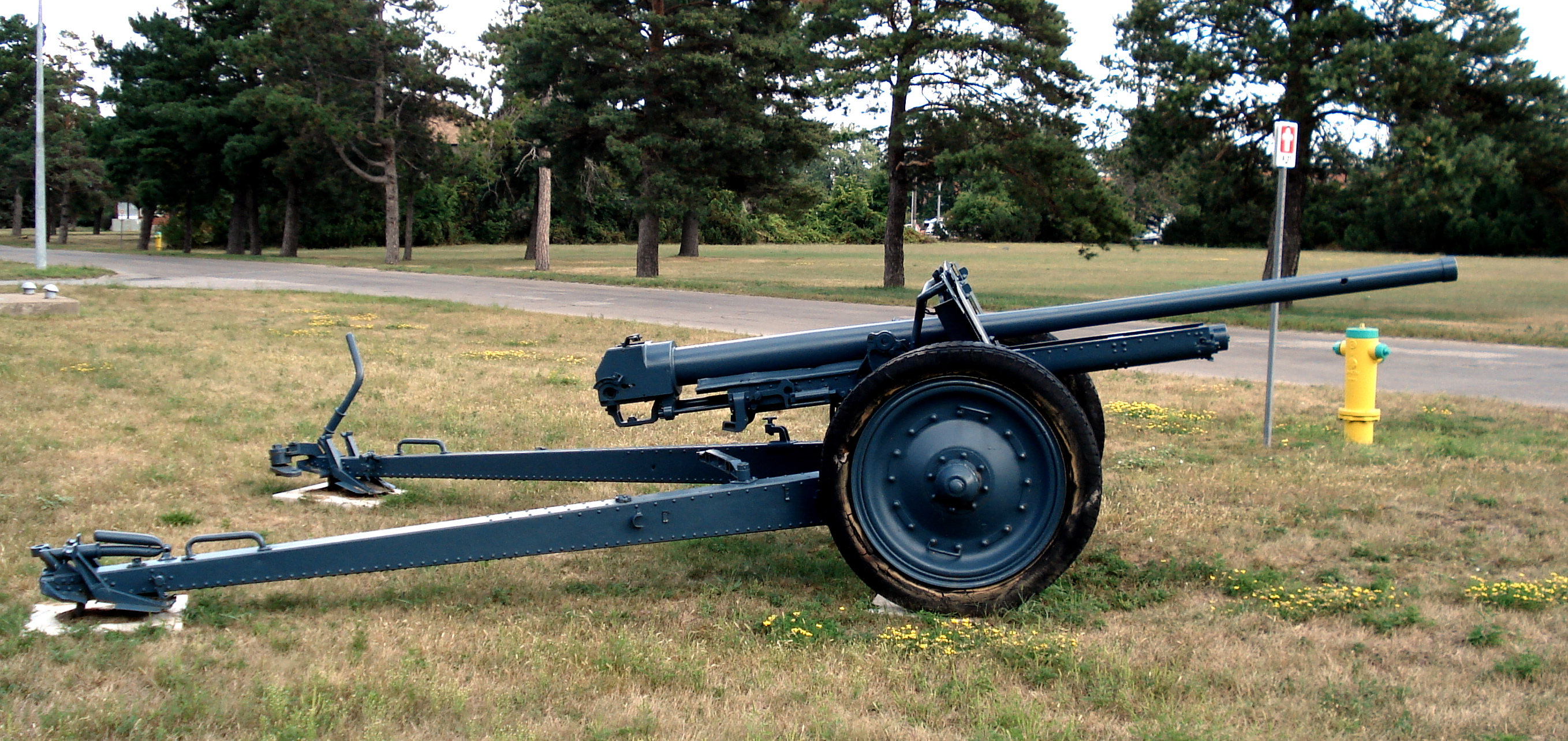

7,62 cm Pak. 36 (нем. 7,62 cm Panzerjägerkanone 36) — 76-мм немецкая противотанковая пушка периода Второй мировой войны. Изготавливались путём переделки (глубокой модернизации) трофейных советских пушек Ф-22, захваченных в большом количестве в начальный период вторжения в СССР.

## Описание конструкции
Pak 36 являлась глубокой модернизацией советской 76-мм дивизионной пушки образца 1936 года (Ф-22). Орудие имело раздвижные станины, подрессоренный колёсный ход, металлические колёса с резиновыми шинами. Оно оснащалось полуавтоматическим вертикальным клиновым затвором, гидравлическим тормозом отката, гидропневматическим накатником и мощным дульным тормозом. Передком Pak 36(r) не комплектовалось и перемещалось исключительно на механической тяге.
Большая часть орудий была приспособлена для установки на противотанковые САУ Marder II и Marder III.
Известны промежуточные варианты модернизации: когда камора не растачивалась и дульный тормоз не применялся (см. фото пушки в данной статье).
Окончательный вариант модернизации в наименовании потерял букву «r» в скобках, и во всех германских документах уже именовался как «7,62 cm Pak. 36».

## История создания
В 1941 году немецкая армия столкнулась с недостаточной эффективностью имеющихся противотанковых средств против танков Т-34 и КВ. Естественным выходом было принятие на вооружение новой, более мощной противотанковой пушки — Pak 40. Однако, производство этого орудия ещё надо было наладить, а армия настоятельно требовала новых орудий немедленно. Немецким инженерам удалось найти нетрадиционное, но эффективное решение.
В 1941—1942 годах немецкие войска захватили значительное количество советских 76-мм дивизионных пушек обр. 1936 г. (Ф-22). Орудие имело большой запас прочности, однако его использование как противотанкового было затруднено. В конце 1941 года немецкими инженерами был разработан проект модернизации орудия с целью превращения его в противотанковую пушку. Модернизация включала в себя следующие мероприятия:
- Расточка каморы для стрельбы более мощным зарядом. Советская гильза имела длину 385,3 мм и диаметр фланца 90 мм, новая немецкая гильза имела длину 715 мм с диаметром фланца 100 мм. Объём метательного заряда вырос в 2,4 раза.
- Установка дульного тормоза для уменьшения возросшей силы отдачи.
- Перенос рукояток приводов наведения орудия на одну сторону с прицелом.
- Уменьшение угла возвышения (с 75° до 18°).
- Модернизация противооткатных устройств, в частности, отключение механизма переменного отката.
- Установка нового щитового прикрытия уменьшенной высоты
- Создание нового боекомплекта

Переделка орудий была очень выгодна экономически, её стоимость составляла лишь несколько процентов от стоимости нового орудия.

## Производство

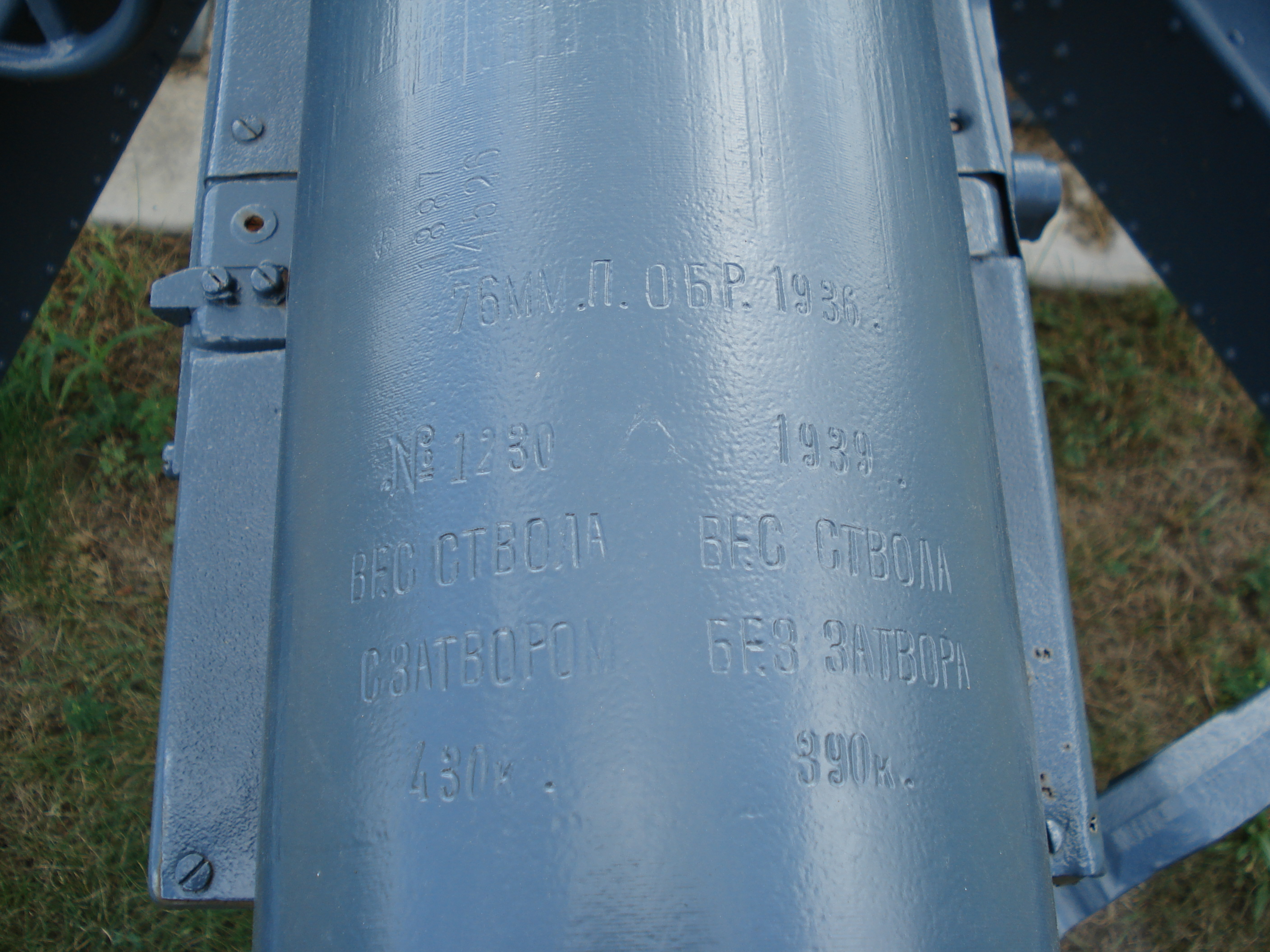

Первые орудия поступили на фронт в апреле 1942 года. В том году немцы переделали 358 орудий, в 1943—169 и в 1944 — 33. Кроме этого, ещё 894 орудия было переделано для установки на САУ. Стоит отметить, что статистика производства буксируемых орудий скорее всего включает в себя 7,62 cm FK 39, которых было произведено до 300 шт. Сдача буксируемых орудий велась до весны 1943, пушек для САУ — до января 1944, после чего производство было закончено ввиду исчерпания запаса трофейных орудий.
Было развернуто массовое производство боеприпасов под данное орудие.
| Производство снарядов для Pak 36 и FK 39, тыс. шт. |       |        |       |        |
| тип снаряда                                        | 1942  | 1943   | 1944  | Итого  |
| осколочно-фугасные                                 | 769,4 | 1071,3 | 857,7 | 2698,4 |
| бронебойные всех типов                             | 359,4 | 597,3  | 437,3 | 1394,0 |

## Боевое применение
Pak 36 активно применялась в течение всей войны как противотанковая и полевая пушка. Об интенсивности их использования говорят цифры израсходованных бронебойных боеприпасов — в 1942 году 49000 шт. бронебойных и 8170 шт. подкалиберных снарядов, в 1943 году — 151390 шт. бронебойных снарядов. Для сравнения Pak 40 израсходовала в 1942 году 42430 шт. бронебойных и 13380 шт. кумулятивных снарядов, в 1943 году — 401100 шт. бронебойных и 374000 шт. кумулятивных снарядов).
Орудия применялись на Восточном фронте и в Северной Африке. К марту 1945 года вермахт всё ещё располагал 165 пушками Pak 36 и FK 39 (последняя — переделанное в противотанковую пушку трофейная 76-мм дивизионная пушка обр. 1939 г. (УСВ))

## Самоходные установки с Pak 36
Pak 36 устанавливалось на следующие самоходные артиллерийские установки:
- 7,62 cm Pak 36 auf Pz.IID Marder II (Sd.Kfz.132). Представляла собой легкобронированную САУ на шасси лёгкого танка Pz Kpfw II. Орудие устанавливалось в открытой рубке. В 1942 заводом Alkett в Берлине изготовлено 202 САУ.

- 7,62 cm Pak 36 auf Pz.38(t) Marder III (Sd.Kfz.139). Представляла собой легкобронированную САУ на шасси лёгкого танка Pz Kpfw 38(t). Орудие устанавливалось в открытой рубке. В 1942 заводом BMM в Праге изготовлено 344 САУ, в 1943 из проходящих капитальный ремонт танков Pz Kpfw 38(t) переоборудовано ещё 39 САУ.

Обе эти машины относились к классу противотанковых САУ (по немецкой классификации PanzerJager).

## Pak 36 за рубежом
Некоторое количество 7,62 cm Pak 36 было захвачено в качестве трофеев советскими войсками (в частности, под Сталинградом) и использована для вооружения истребительно-противотанковых дивизионов.

## Модификации
Pak 36 существовала как минимум в 3 модификациях — буксируемый вариант и 2 варианта, предназначенные для установки на САУ:
— 7,62cm Panzerjägerkonone 36 — буксируемая;
— 7,62cm Panzerjägerkanone 36 (Pz. Sfl 1) — установка для Marder II;
— 7,62cm Panzerjägerkanone 36 (Pz. Sfl 2) — установка для Marder III.

## Оценка проекта
Боевое применение показало, что пушка могла уверенно поражать все типы танков того времени на типичных дистанциях боя. Советские солдаты называли это орудие «коброй» или «гадюкой». Лишь танки ИС-1 и ИС-2 в ряде случаев (особенно в лоб) не поражались данным орудием.
В целом, Pak 36 имела по сравнению с Pak 40 как преимущества (более высокая бронепробиваемость калиберным снарядом), так и недостатки (большие габариты и массу). Безусловно, создание Pak 36 было экономически оправданным, поскольку стоимость переделки составляла лишь небольшую долю от стоимости нового орудия.

## Боеприпасы и баллистические данные
Согласно имеющейся информации, подкалиберные и кумулятивные снаряды были выпущены в незначительном количестве. Осколочно-фугасные снаряды снаряжались аммотолом 40/60, бронебойные — флегматизированным гексогеном. По нормали кумулятивный снаряд пробивал 100—115 мм.
| Номенклатура боеприпасов                                                          |                      |                   |             |                         |                        |
| Тип                                                                               | Обозначение          | Масса снаряда, кг | Масса ВВ, г | Начальная скорость, м/с | Дальность табличная, м |
| Калиберные бронебойные снаряды                                                    |                      |                   |             |                         |                        |
| Бронебойно-трассирующий остроголовый с бронебойным и баллистическим наконечниками | 7,62 cm Pzgr. 39 rot | 7,60              | 20 (24)     | 740                     | 4000                   |
| Подкалиберные бронебойные снаряды                                                 |                      |                   |             |                         |                        |
| Бронебойно-трассирующий «некатушечного» типа (сердечник в калиберном корпусе)     | 7,62 cm Pzgr. 40     | 3,9 (4,065)       | нет         | 990                     | 700                    |
| Кумулятивные снаряды                                                              |                      |                   |             |                         |                        |
| Кумулятивный                                                                      | 7,62 cm Gr. 38 Hl/B  | 4,62              | 510         | 450                     | 1000                   |
| Кумулятивный                                                                      | 7,62 cm Gr. 38 Hl/С  | 5,05              | 510         | 450                     | 1000                   |
| Осколочно-фугасные снаряды                                                        |                      |                   |             |                         |                        |
| Осколочно-фугасный                                                                | 7,62 cm Sprgr. 39    | 6,25              | 550 + 35    | 550                     | 10000                  |

| Таблица бронепробиваемости для Pak 36 |                          |                          |
| Остроголовый с защитным и баллистическим наконечниками калиберный бронебойный снаряд 7,62 cm Pzgr.39 |                          |                          |
| Дальность, м | При угле встречи 60°, мм | При угле встречи 90°, мм |
| 457 | 98                       | 120                      |
| 915 | 88                       | 108                      |
| 1372 | 79                       | 97                       |
| 1829 | 71                       | 87                       |
| Подкалиберный бронебойный снаряд 7,62 cm Pzgr.40 |                          |                          |
| Дальность, м | При угле встречи 60°, мм | При угле встречи 90°, мм |
| 457 | 118                      | 158                      |
| 915 | 92                       | 130                      |
| 1372 | 71                       | 106                      |
| Приведённые данные относятся к немецкой методике измерения пробивной способности. Следует помнить, что показатели бронепробиваемости могут заметно различаться при использовании различных партий снарядов и различной по технологии изготовления брони. |                          |                          |